# Botanisches Centralblatt
Das Botanische Centralblatt war eine wissenschaftliche Fachzeitschrift, die Artikel aus allen Bereichen der Biologie veröffentlichte.

## Geschichte
Herausgeber war die Deutsche Botanische Gesellschaft. Zeitweise wurde die Zeitschrift gemeinsam vom Botanischen Verein zu München, der Gesellschaft für Botanik zu Hamburg, der Association Internationale des Botanistes und der Botaniska Sällskapet in Stockholm herausgegeben. Neben der Zeitschrift erschienen Beihefte in wissenschaftlichen Reihen.
Redakteur der Zeitschrift war über lange Jahre Oscar Uhlworm (1849–1929). Weitere Redakteure und Herausgeber der Beihefte waren unter anderem Friedrich Georg Kohl, Hans Schinz, W. J. Behrens, Johannes Paulus Lotsy, Siegfried Veit Simon, Adolf Pascher und zum Schluss Friedrich Herrig.
Verlagsort und Verlag waren 1880–1888 Cassel: Fischer, 1888–1901 Cassel: Gotthelft, 1902–1905 Leiden: Brill  und ab 1906 Jena: Fischer.
Die Zeitschrift erschien zwischen 1880 und 1945 in 179 Ausgaben. Die Schreibweise des Titels wurde im Jahr 1938 mit der Ausgabe 174 modernisiert und in Botanisches Zentralblatt geändert. Die Zeitschrift wurde mit Kriegsende 1945 mit der Nummer 179 eingestellt.